# 470-es busz
A 470-es jelzésű autóbusz Gödöllő egyik helyi járata, az Autóbusz-állomás és a Királytelep között közlekedik. A vonalat a MÁV Személyszállítási Zrt. üzemelteti. 2017. október 15-étől a korábbi 4 és 4A viszonylatok helyett közlekedik.

## Megállóhelyei
| 470 (Autóbusz-állomás → Királytelep, autóbusz-forduló) | 470 (Autóbusz-állomás → Királytelep, autóbusz-forduló) | 470 (Autóbusz-állomás → Királytelep, autóbusz-forduló) | 470 (Autóbusz-állomás → Királytelep, autóbusz-forduló)                                                                                           | 470 (Autóbusz-állomás → Királytelep, autóbusz-forduló) | 470 (Autóbusz-állomás → Királytelep, autóbusz-forduló) |
| Perc (↓)                                               | Perc (↓)                                               | Megállóhely                                            | Átszállási kapcsolatok |                                                        |                                                        |
| ------------------------------------------------------ | ------------------------------------------------------ | ------------------------------------------------------ | --- | ------------------------------------------------------ | ------------------------------------------------------ |
| 0                                                      | 0                                                      | Autóbusz-állomás végállomás                            | |                                                        |                                                        |
| A szürke hátterű megállókat csak néhány járat érinti.  |                                                        |                                                        | |                                                        |                                                        |
| ∫                                                      | 1                                                      | Palotakert                                             | 440, 441, 442, 444, 472, 473 |                                                        |                                                        |
| ∫                                                      | 3                                                      | Vasútállomás                                           | 440, 441, 442, 444, 446, 447, 448, 465, 466, 472 1076, 1077, 1078 S80 G80 InterRégió, expresszvonat                                              |                                                        |                                                        |
| ∫                                                      | 4                                                      | Török Ignác utca                                       | 446, 447, 448, 466, 477 |                                                        |                                                        |
| 3                                                      | 8                                                      | Szökőkút                                               | 317, 324, 402, 412, 422, 432, 442, 446, 447, 448, 450, 451, 452, 453, 454, 455, 464, 466, 471, 472, 473, 474, 475, 476, 477, 478, 479 1052, 1076 |                                                        |                                                        |
| 4                                                      | 9                                                      | Kossuth Lajos utca bölcsőde                            | 471, 474, 475, 476 |                                                        |                                                        |
| 5                                                      | 10                                                     | Bethlen Gábor utca                                     | 471, 474 |                                                        |                                                        |
| 6                                                      | 11                                                     | Grassalkovich Antal utca 25.                           | 472, 474, 476 |                                                        |                                                        |
| 7                                                      | 12                                                     | Hegedűs Gyula utca                                     | 471, 472, 473, 474, 476 |                                                        |                                                        |
| 8                                                      | 13                                                     | Dobó Katica utca                                       | 471, 472, 473, 474, 476 |                                                        |                                                        |
| 9                                                      | 14                                                     | Szarvas utca                                           | 471, 472, 473, 474, 476 |                                                        |                                                        |
| 10                                                     | 15                                                     | Iskola utca                                            | 471, 472, 473, 474, 476 |                                                        |                                                        |
| 11                                                     | 16                                                     | Királytelep autóbusz-forduló végállomás                | 471, 472, 473, 474, 476 |                                                        |                                                        |